# 앙골라 독립 전쟁
앙골라 독립 전쟁(포르투갈어: Guerra de Independência de Angola)은 면화 강제 재배에 반대하는 봉기로 시작되어, 3개 민족주의 운동과 분리주의 운동 사이에서 포르투갈의 해외 앙골라 지방을 장악하기 위한 다분의 투쟁이 되었다. 1974년 4월 리스본에서 좌파 군사 쿠데타가 일어나 포르투갈의 이스타두 노부 독재 정권이 전복되면서 전쟁은 끝났고, 새 정권은 지체 없이 아프리카 식민지의 모든 군사 행동을 중단하고 아프리카 식민지에 독립을 부여하겠다는 의사를 천명했다.
이 분쟁은 기니비사우와 모잠비크 독립 전쟁을 포함한 광범위한 포르투갈 해외 전쟁의 한 갈래 또는 극장으로 접근한다.
이 전쟁은 포르투갈 군대와 보안군이 인구가 적은 앙골라 시골 지역에 흩어져 있는 무장 단체들에 대항하여 반란을 일으킨 게릴라 전쟁이었다. 많은 잔학 행위들이 그 분쟁에 연루된 모든 세력에 의해 자행되었다. 결국 포르투갈인들은 전반적인 군사적 승리를 거두었다.
앙골라에서는 포르투갈인들이 철수한 후 민족주의 운동들 사이에 무력 충돌이 발생했다. 이 전쟁은 1975년 1월 포르투갈 정부, 앙골라 완전독립 민족동맹(UNITA), 앙골라 해방인민운동(MPLA), 앙골라 민족해방전선(FNLA)이 알보르 협정에 서명하면서 공식적으로 종결되었다. 비공식적으로, 이 내전은 1975년 5월 루안다와 주변 시골 지역에서의 시가전을 포함하여 재개되었다.

## 외세

### 미국
앙골라에서 포르투갈인들의 상황은 곧 많은 외국 세력들, 특히 북대서양 조약 기구(NATO)의 군사 동맹국들의 관심사가 되었다. 예를 들어 미국은 루안다에 마르크스주의 정권이 수립될 가능성을 우려했다. 이것이 UPA가 무기와 탄약을 공급하기 시작한 이유이며, UPA는 그동안 상당히 성장하여 앙골라 민주당과 합병하여 FNLA를 형성했다.
그러나 FNLA의 지도자들은 미국의 지원에 만족하지 않았다. 사빔비는 결과적으로 더 많은 화물이 도착하기 시작한 중화인민공화국과 좋은 관계를 구축했다. 미국은 1965년 초 미국 애리조나주 투손에 위치한 에어로 어소시에이츠사에 더글러스 A-26 인베이더 폭격기 7대의 판매 허가를 내주었다.
이 비행기는 전 영국 공군 조종사였던 존 리처드 호크가 아프리카로 날아갔는데, 그는 앙골라로 가는 비행기 중 하나가 백악관 상공에서 너무 낮게 비행하여 미국 공군이 그를 강제로 착륙시켰으며, 그는 체포되었다. 1965년 5월, 호크는 불법적으로 무기를 판매하고 포르투갈인들을 지원한 혐의로 기소되었지만, 1년도 채 되지 않아 투옥되었다. B-26은 몇 년 후에야 앙골라에 배치되었다.

### 소련
1960년대 후반에 소련은 앙골라 전쟁에도 참여하게 되었다. FNLA는 미국으로부터 매우 제한적인 무기 수송만 받았고 UNITA는 외부로부터 거의 지원을 받지 못했지만, 마르크스주의 MPLA는 모스크바와 매우 긴밀한 관계를 발전시켰고 곧 탄자니아와 잠비아를 통해 상당한 무기 수송을 받기 시작했다.
1969년 MPLA는 소련에 무기와 물자를 제공하는 대가로 소련이 독립하면 소련에 군사 기지를 설립할 권리를 부여하는 데 동의했다. 결과적으로 1970년대 초까지 MPLA는 가장 강력한 앙골라 반식민지 운동과 가장 강력한 정당으로 발전했다.

## 여파
MPLA와 포르투갈의 권력 이양 합의가 대중에게 알려지자마자 대규모 탈출이 시작됐다. 11월까지 300,000명 이상의 사람들이 앙골라를 떠났고, 그들 중 대부분은 TAP 보잉 707 항공기를 타고 대피했다. 영국 공군도 비커스 VC10 여객기를 보내 6000여명의 난민을 추가로 대피시켰다. 이 단계에서 앙골라 내전이 시작되어 신생 독립국 전역으로 확산되었다. 파괴적인 내전은 수십 년간 지속되었고 독립된 앙골라에서 백만 명의 목숨과 난민을 앗아갔다.
분쟁의 여파로 앙골라는 중앙 계획, 경제 개발 및 성장, 안보, 교육 및 의료 시스템 문제에서 악화에 직면했다. 포르투갈 식민지 전쟁에 연루된 다른 신생 아프리카 영토들처럼, 인류 발전과 1인당 GDP 세계 순위에서 앙골라의 순위는 떨어졌다. 독립 후, 경제적, 사회적 불황, 부패, 빈곤, 불평등, 실패한 중앙 계획은 독립 이후의 초기 기대를 잠식했다. 포르투갈의 통치 하에 존재했던 것과 비슷한 수준의 경제 발전은 독립 영토 정부의 주요 목표가 되었다. 급격한 불황과 앙골라 생활의 많은 지역의 혼란은 민족주의적 열정의 초기 추진력을 약화시켰다. 또한 백인과 물라토 앙골라인에 대한 이전의 해외 지역에서 흑인 인종차별의 폭발이 있었다.

## 같이 보기
- 포르투갈 식민지 전쟁